# 1983
1983 (MCMLXXXIII) a fost un an obișnuit al calendarului gregorian, care a început într-o zi de sâmbătă.

## Evenimente

### Ianuarie
- 1 ianuarie: Germania preia Președinția Consiliului Comunităților Europene.
- 22 ianuarie: Björn Borg se retrage din tenis după ce câștigă de cinci ori consecutiv Turneul de tenis de la Wimbledon.

### Februarie
- 5 februarie: Anișoara Cușmir realizează un nou record mondial de sală la săritura în lungime (6,92 m).
- 25 februarie: Dramaturgul american Tennessee Williams este găsit decedat în camera sa de hotel.

### Martie
- 1 martie: Trupa irlandeză U2 lansează al treilea album, War.
- 8 martie: Președintele Ronald Reagan numește Uniunea Sovietică "un imperiu al răului".
- 23 martie: Propunerea președintelui american, Ronald Regan, de a realiza un sistem de apărare antirachetă cu bază în spațiu, cu ajutorul unor noi tehnologii, Initiațiva de Apărare Strategică, supranumită și "războiul stelelor".
- 28 martie: Consiliul de Stat al României a adoptat Decretul privind regimul aparatelor de multiplicat, materialelor necesare reproducerii scrierilor și al mașinilor de scris, prin care se introduce controlul milițienesc asupra folosirii acestor aparate.

### Aprilie
- 12 aprilie: Filmul Terms of Endearment câștigă Premiul Oscar.
- 25 aprilie: Eleva Samantha Smith, din statul american Maine, este invitată să viziteze Uniunea Sovietică de liderul Iuri Andropov, după ce acesta a citit scrisoarea prin care fetița își exprima frica de un război nuclear.

### Mai
- 17 mai: Libanul, Israelul și Statele Unite semnează o înțelegere prin care Israel se retrage din Liban.

### Iunie
- 5 iunie: Anișoara Cușmir realizează un nou record mondial la săritura în lungime (7,43 m).

### Iulie
- 1 iulie: Grecia preia Președinția Consiliului Comunităților Europene.
- 21 iulie: La stația Vostok din Antarctica de Est, se înregistrează cea mai scăzută temperatură de pe Pământ, -89,2°C  (−128,6°F; 184°K).

### Septembrie
- 1 septembrie: Războiul Rece: Avionul de pasageri sud-coreean KAL 007 este doborât de un supersonic sovietic atunci când a intrat în spațiul aerian sovietic. Cele 269 de persoane aflate la bord au murit.
- 6 septembrie: URSS admite că a doborât un „avion neidentificat”, dovedit mai târziu a fi un avion de pasageri sud-coreean, (KAL 007) care „a violat în mod grosolan granițele de stat și a pătruns adânc în spațiul aerian al URSS”.

### Octombrie
- 12 octombrie: Fostul prim-ministru japonez KakueiTanaka este găsit vinovat pentru luare de mită de 2 milioane dolari americani și condamnat la închisoare pentru patru ani.
- 25 octombrie: Forțele militare americane au invadat statul Grenada, șase zile după ce prim-ministrul Maurice Bishop și câțiva suporteri au fost executați în timpul unei lovituri de stat.
- 30 octombrie: În Argentina au loc primele alegeri democratice după șapte ani de dictatură militară.

### Decembrie
- 10 decembrie: Lech Walesa, liderul sindicatului Solidaritatea, a primit Premiul Nobel pentru Pace.
- 24 decembrie: Preotul Géza Pálfi din Odorheiu Secuiesc a fost arestat de Securitate pe motiv că a făcut referire în predica de Crăciun, la faptul că ziua respectivă era zi obișnuită de lucru în România comunistă. Câteva luni mai târziu a murit în urma bătăilor primite.

### Nedatate
- Este fondată trupa americană de thrash metal, Megadeth.

## Nașteri

### Ianuarie
- 1 ianuarie: Daniel Jarque, fotbalist spaniol (d. 2009)
- 1 ianuarie: Vojislav Vranjković, fotbalist sârb
- 2 ianuarie: Abiodun Agunbiade, fotbalist nigerian
- 2 ianuarie: Jefferson de Oliveira Galvão, fotbalist brazilian (portar)
- 5 ianuarie: Iosif Chirilă, canoist român
- 6 ianuarie: Nasser Menassel, fotbalist francez
- 7 ianuarie: Matteo Tagliariol, scrimer italian
- 10 ianuarie: Paulică Ion, jucător român profesionist de rugby în XV
- 11 ianuarie: Adrian Sutil, pilot german de Formula 1
- 15 ianuarie: Jermaine Lloyd Pennant, fotbalist britanic
- 15 ianuarie: Hugo Viana (Hugo Miguel Ferreira Gomes Viana), fotbalist portughez
- 16 ianuarie: Alexandru Traian Marc, fotbalist român (portar)
- 16 ianuarie: Emanuel Pogatetz, fotbalist austriac
- 16 ianuarie: Daisuke Sakata, fotbalist japonez (atacant)
- 17 ianuarie: Álvaro Arbeloa (Álvaro Arbeloa Coca), fotbalist spaniol
- 17 ianuarie: Ionuț Stancu (Ionuț Cristian Stancu), fotbalist român
- 19 ianuarie: Glen Moss (Glen Robert Moss), fotbalist neozeelandez (portar)
- 19 ianuarie: Maria Rus, atletă română
- 21 ianuarie: Victor Leandro Bagy, fotbalist brazilian (portar)
- 21 ianuarie: Ranko Despotović, fotbalist sârb (atacant)
- 21 ianuarie: Svetlana Hodcenkova, actriță rusă
- 24 ianuarie: Alexander Ivanov, cântăreț belarus
- 24 ianuarie: Shaun Richard Maloney, fotbalist scoțian (atacant)
- 24 ianuarie: Scott Speed, pilot american de Formula 1
- 24 ianuarie: Teo (Iuri Vașciuk), cântăreț belarus
- 25 ianuarie: Yasuyuki Konno, fotbalist japonez
- 26 ianuarie: Marek Čech, fotbalist slovac
- 28 ianuarie: Bogdan Macovei, sportiv din R. Moldova (sanie)
- 30 ianuarie: Jordan Carver, actriță germană
- 31 ianuarie: Fabio Quagliarella, fotbalist italian (atacant)

### Februarie
- 5 februarie: Anja Edin, handbalistă norvegiană
- 6 februarie: Branko Ilić, fotbalist sloven
- 6 februarie: Grigore Novac, politician din R. Moldova

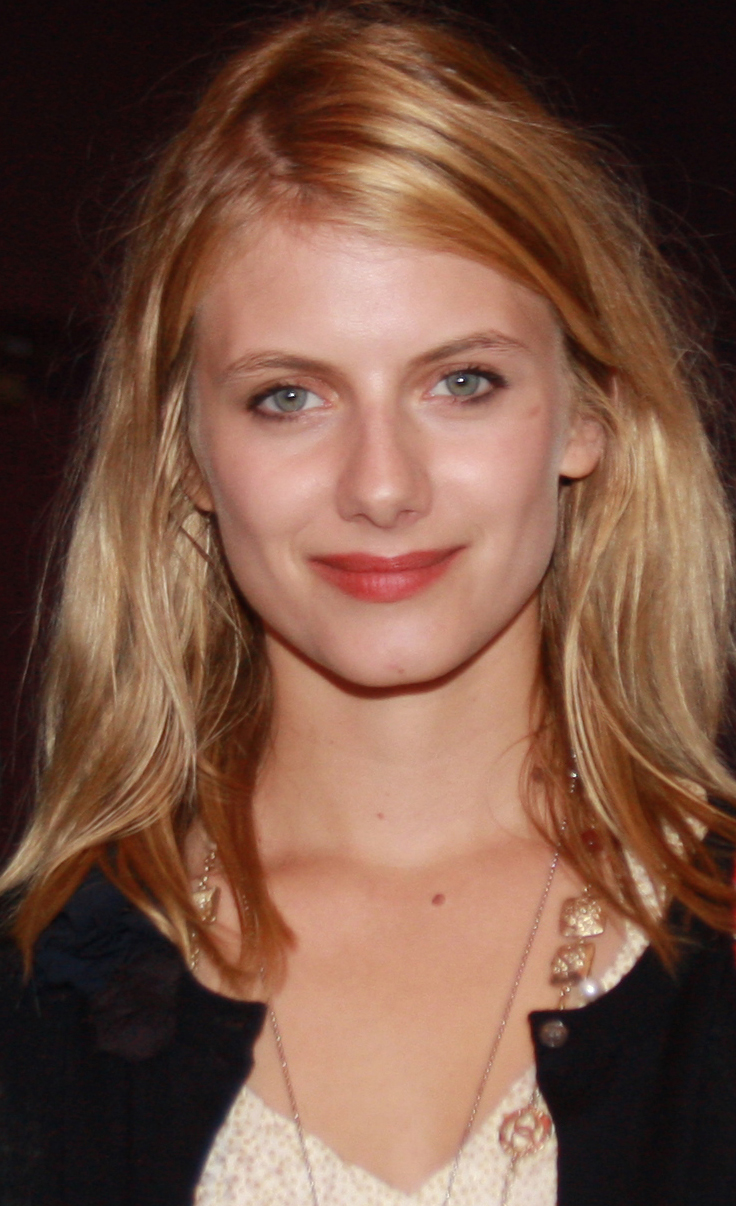
Mélanie Laurent, actriță, fotomodel, regizoare, scenaristă și cântăreață franceză
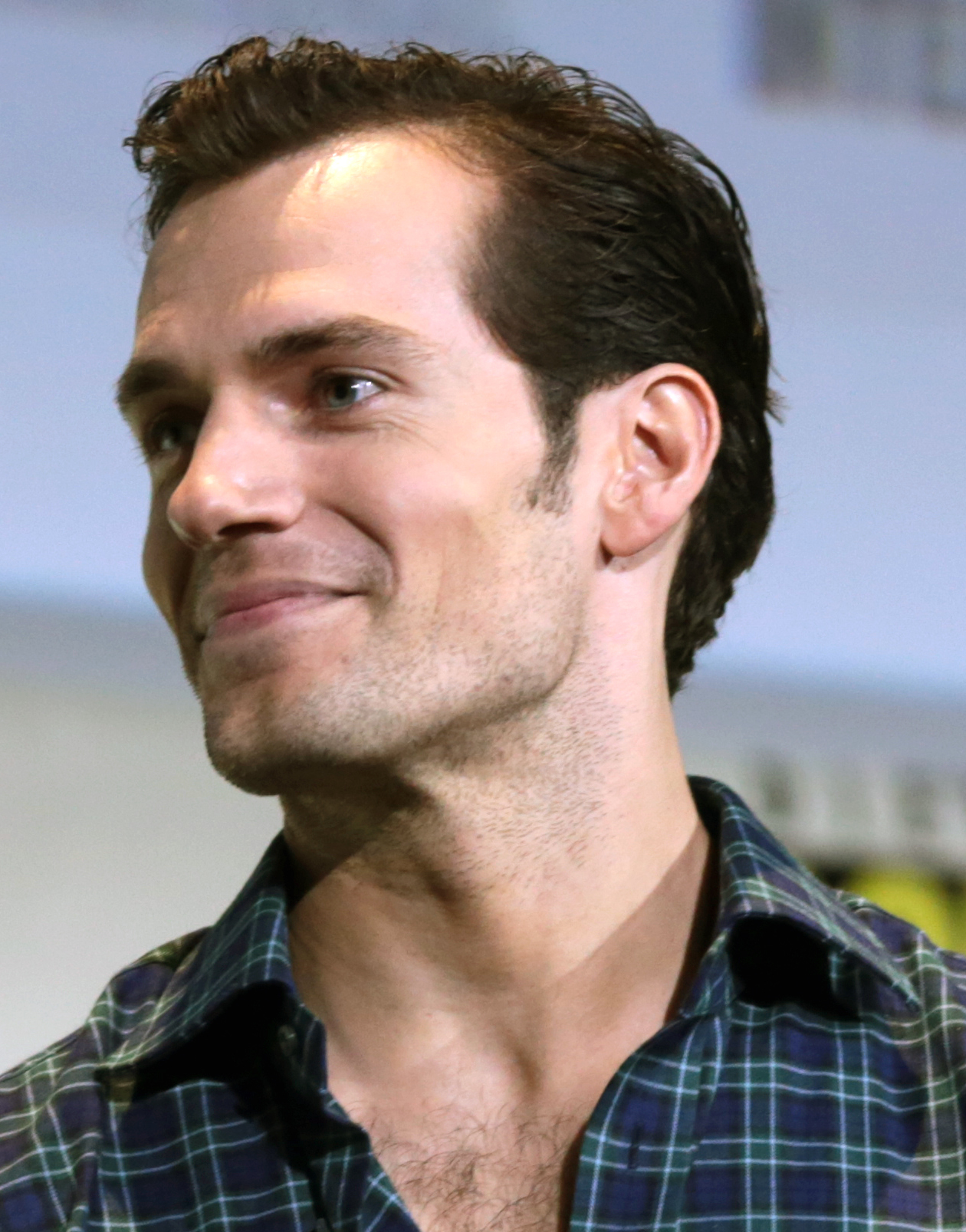
Henry Cavill, actor britanic de film și televiziune
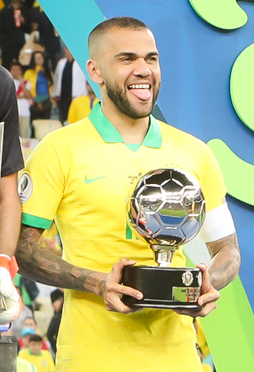
Daniel Alves, fotbalist brazilian
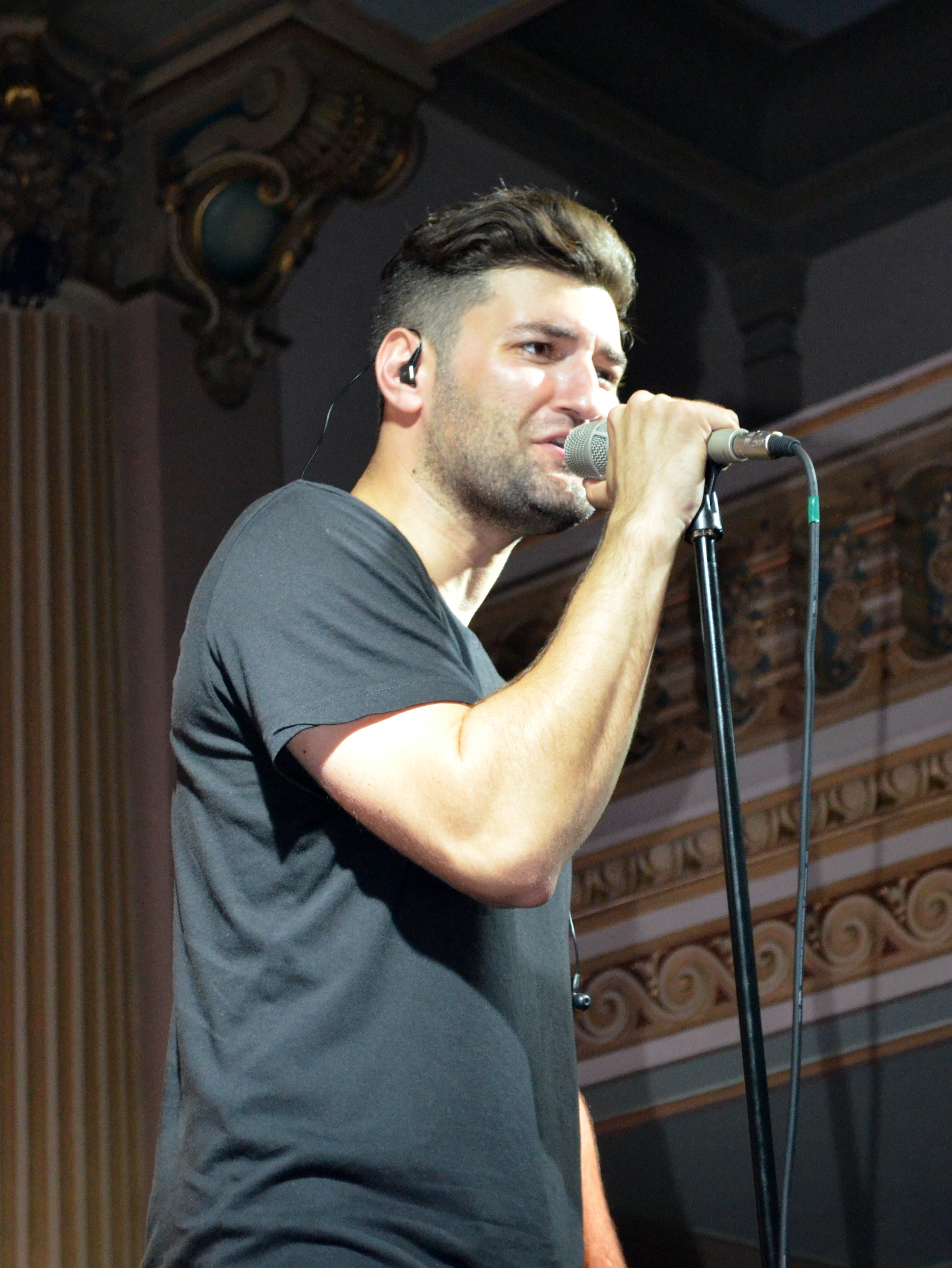
Smiley, cântăreț, compozitor, prezentator, producător și actor român

- 7 februarie: Christian Klien, pilot austriac de Formula 1
- 10 februarie: Lucian Goian, fotbalist român
- 11 februarie: Rafael van der Vaart (Rafael Ferdinand van der Vaart), fotbalist neerlandez
- 16 februarie: Mihai Bendeac (Mihai Valentin Octavian Bendeac), actor de teatru și film, scriitor, scenarist, cântăreț, regizor, vedetă de televiziune, poet și compozitor român
- 18 februarie: Elena Baboia, cântăreață română
- 18 februarie: Priscila Fantin (Priscila Fantin de Freitas), actriță braziliană
- 18 februarie: Dieter Roth, boxer german de etnie română
- 18 februarie: Roberta Vinci, jucătoare italiană de tenis
- 19 februarie: Răzvan Cociș, fotbalist român
- 19 februarie: Daigo Kobayashi, fotbalist japonez
- 19 februarie: Mihai Neșu (Mihai Mircea Neșu), fotbalist român
- 19 februarie: Mihăiță Pleșan, fotbalist român
- 20 februarie: Eugen Nazare, pianist român
- 20 februarie: Bogdan Ungurușan (Bogdan Alexandru Ungurușan), fotbalist român
- 21 februarie: Adam Johansson, fotbalist suedez
- 21 februarie: Mélanie Laurent (Mélanie Eugénie Laurent ), actriță, fotomodel, regizoare, scenaristă și cântăreață franceză
- 23 februarie: Emily Blunt (Emily Olivia Leah Blunt), actriță britanică
- 24 februarie: Ovidiu Anton, cântăreț român
- 24 februarie: Santiago González, jucător mexican de tenis
- 25 februarie: Tennessee Williams (n. Thomas Lanier Williams), dramaturg american (n. 1911)

### Martie
- 1 martie: Daniel da Silva Carvalho, fotbalist brazilian
- 1 martie: Maxi Warwel, actriță germană
- 2 martie: Lisandro López, fotbalist argentinian (atacant)
- 3 martie: Kelly Key, cântăreață braziliană
- 5 martie: Pablo Daniel Brandán, fotbalist argentinian
- 5 martie: Irina Șuțka, handbalistă ucraineană
- 9 martie: Clint Dempsey (Clinton Drew Dempsey), fotbalist american (atacant)
- 9 martie: Cristian Fabbiani, fotbalist argentinian
- 9 martie: Shlomit Levi, cântăreață israeliană
- 14 martie: José Furtado (José Emílio Robalo Furtado), fotbalist portughez (atacant)
- 15 martie: Florencia Bertotti (María Florencia Bertotti Baleiron), actriță și cântăreață argentiniană
- 15 martie: Umut Bulut, fotbalist turc (atacant)
- 16 martie: Jon Ecker (Jon Michael William Ecker), actor american
- 17 martie: Astrid Guyart, scrimeră franceză
- 17 martie: Raul Meireles (Raul José Trindade Meireles), fotbalist portughez
- 18 martie: Eldin Karisik, fotbalist suedez
- 19 martie: Matthew Korklan, wrestler american
- 19 martie: Bae Jung-nam, actor sud-coreean
- 19 martie: Evghenie Pațula, fotbalist moldovean
- 19 martie: Evghenie Pațula, fotbalist din R. Moldova (atacant)
- 20 martie: Claudiu Mircea Ionescu, fotbalist român
- 20 martie: Eiji Kawashima, fotbalist japonez (portar)
- 21 martie: Anatolie Doroș, fotbalist din R. Moldova (atacant)
- 22 martie: Aleksandar Petrović, fotbalist sârb
- 23 martie: Hakan Kadir Balta, fotbalist turc
- 26 martie: Roman Bednář, fotbalist ceh (atacant)
- 26 martie: Oana Bondar, handbalistă română
- 26 martie: J-five (Jonathan Kovacs), cântăreț american
- 27 martie: Igor Picușceac, fotbalist din R. Moldova (atacant)
- 30 martie: Linnea Torstenson, handbalistă suedeză
- 31 martie: Ashleigh Ball (Ashleigh Adele Ball), actriță canadiană
- 31 martie: Adrian Cruciat, jucător român de tenis

### Aprilie
- 1 aprilie: Ana Amorim, handbalistă braziliană
- 1 aprilie: Matt Lanter, actor american
- 2 aprilie: Arthur Boka (Arthur Etienne Boka), fotbalist ivorian
- 2 aprilie: Oh Eun-seok, scrimer sud-coreean
- 3 aprilie: Ben Foster (Ben Anthony Foster), fotbalist englez (portar)
- 3 aprilie: Ben Foster, fotbalist englez
- 4 aprilie: Paolo Pizzo, scrimer italian
- 6 aprilie: Mitsuru Nagata, fotbalist japonez
- 6 aprilie: Daniel Orac, fotbalist român
- 7 aprilie: Franck Ribéry (Franck Henry Pierre Ribéry), fotbalist francez
- 8 aprilie: Edson Braafheid (Edson René Braafheid), fotbalist din Țările de Jos
- 9 aprilie: Lukáš Dlouhý, jucător ceh de tenis
- 9 aprilie: Adrian Sălăgeanu (Adrian Ioan Sălăgeanu), fotbalist român
- 10 aprilie: Jamie Chung (Jamie Jilynn Chung), actriță americană
- 12 aprilie: Ismail Kouha, fotbalist marocan (portar)
- 12 aprilie: Bogdan Panait (Bogdan Vasile Panait), fotbalist român
- 13 aprilie: Claudio Bravo (Claudio Andrés Bravo Muñoz), fotbalist chilian (portar)
- 15 aprilie: Alice Braga (Alice Braga Moraes), actriță braziliană
- 15 aprilie: Dudu Cearense, fotbalist brazilian
- 17 aprilie: Ioana Gașpar, jucătoare română de tenis
- 18 aprilie: François Clerc, fotbalist francez
- 18 aprilie: Eduard Cristian Zimmermann, fotbalist român (portar)
- 19 aprilie: Juan Pablo Garat, fotbalist argentinian
- 20 aprilie: Adrian-Octavian Dohotaru, politician român
- 20 aprilie: Julija Nikolić, handbalistă ucraineană
- 21 aprilie: Paweł Łucasz Brożek, fotbalist polonez (atacant)
- 22 aprilie: Nelson Cabrera (Nelson David Cabrera Báez), fotbalist paraguayan
- 23 aprilie: Daniela Hantuchová, jucătoare slovacă de tenis
- 24 aprilie: Cyril Théréau, fotbalist francez (atacant)
- 25 aprilie: Vladlen Babcinetchi, sculptor român
- 25 aprilie: Oleh Gusev, fotbalist ucrainean
- 25 aprilie: Bogna Jóźwiak, scrimeră poloneză
- 29 aprilie: Semih Șentürk, fotbalist turc (atacant)
- 29 aprilie: Semih Șentürk, fotbalist turc
- 30 aprilie: Nenad Milijaš, fotbalist sârb

### Mai
- 2 mai: Alessandro Diamanti, fotbalist italian
- 2 mai: Michael Thwaite, fotbalist australian
- 3 mai: Alin Moldoveanu, sportiv român (tir)
- 3 mai: Satoru Yamagishi, fotbalist japonez
- 4 mai: Jorge Oropeza (Jorge Oropeza Torres), fotbalist mexican
- 5 mai: Henry Cavill, actor britanic de film și televiziune
- 6 mai: Dani Alves (Daniel Alves da Silva), fotbalist brazilian
- 12 mai: Alina Kabaeva, gimnastă, fotomodel, politiciană rusă de etnie uzbekă
- 13 mai: Jean-Noël Barrot, economist și politician franco-elvețian
- 13 mai: Anita Görbicz, handbalistă maghiară
- 13 mai: Grégory Lemarchal, cântăreț francez (d. 2007)
- 13 mai: János Székely (János József Székely), fotbalist român de etnie maghiară
- 13 mai: Yaya Touré (Gnégnéri Yaya Touré), fotbalist ivorian
- 14 mai: Amber Tamblyn (Amber Rose Tamblyn), actriță americană
- 16 mai: Nancy Ajram, cântăreață libaneză
- 16 mai: Mădălin Murgan, fotbalist român
- 17 mai: Danko Lazović, fotbalist sârb (atacant)
- 17 mai: Dimităr Stoianov, politician bulgar
- 18 mai: Veaceslav Gojan, pugilist din R. Moldova
- 18 mai: Moussa Kalisse, fotbalist din Țările de Jos
- 18 mai: Nadejda Kucer, solistă belarusă de operă (soprană)
- 19 mai: Eve Înger, actrița porno maghiară
- 20 mai: Óscar Cardozo (Óscar René Cardozo), fotbalist paraguayan (atacant)
- 21 mai: Kim-Sarah Brandts, actriță germană
- 21 mai: Loni Willison (Loni Christine Willison), actriță americană (Baywatch)
- 21 mai: Adrian Nalați, fotbalist român
- 22 mai: Mîkola Oleksandrovici Udianskii, antreprenor ucrainean în domeniul IT, activist social și om de știință, cofondator și coproprietar al schimbului de criptomonede Coinsbit
- 22 mai: Mîkola Oleksandrovici Udianskii, antreprenor ucrainean în domeniul IT, activist social și om de știință, co-fondator și fost coproprietar al schimbului de criptomonede Coinsbit
- 23 mai: Heidi Range (Heidi India Range), muziciană britanică
- 23 mai: Randi (Andrei Ștefan Ropcea), cântăreț și compozitor român
- 24 mai: Flavius Băd (Flavius Lucian Băd), fotbalist român (atacant)
- 25 mai: Marcos António (Marcos António Elias Santos), fotbalist brazilian
- 26 mai: Rodica Șerban, canotoare română
- 26 mai: Tudor Ulianovschi, politician din R. Moldova
- 26 mai: Demy de Zeeuw (Demy Patrick René de Zeeuw), fotbalist din Țările de Jos
- 27 mai: Malina Prześluga, dramaturgă poloneză
- 28 mai: Andrei Carabelea, politician român
- 28 mai: Virgil Alin Chirilă, politician român
- 28 mai: Darijan Matič, fotbalist sloven
- 29 mai: Jean II Makoun, fotbalist camerunez
- 30 mai: Oleg Hromțov, fotbalist din R. Moldova (atacant)
- 31 mai: Cabron (Alexandru Minculescu), cântăreț român

### Iunie
- 1 iunie: Florin Popa, fotbalist român
- 1 iunie: Daniel Popescu, sportiv român (gimnastică artistică)
- 1 iunie: Moustapha Salifou, fotbalist togolez
- 4 iunie: Emmanuel Eboué, fotbalist ivorian
- 4 iunie: Leticia (Letiția Elena Moisescu), cântăreață română
- 4 iunie: Guillermo García-López, jucător spaniol de tenis
- 4 iunie: Christian Koffi Ndri, fotbalist ivorian
- 8 iunie: Kim Clijsters, jucătoare belgiană de tenis
- 8 iunie: Pantelis Kapetanos, fotbalist grec (atacant)
- 9 iunie: Sergio García de la Fuente, fotbalist spaniol (atacant)
- 10 iunie: MakSim (Marina Sergheevna Abrosimova), cântăreață rusă
- 11 iunie: Nestor Dinculeană (Dumitru-Cristian Dinculeană), cleric ortodox român care îndeplinește în prezent funcția de Episcop al Devei și Hunedoarei
- 12 iunie: Ben Heine (Benjamin Heine), artist belgian
- 15 iunie: Valeri Priiomka, scrimer belarus
- 16 iunie: Adrian Piț, fotbalist român
- 18 iunie: Matías Omar Degra, fotbalist argentinian (portar)
- 18 iunie: Risa Goto, actriță japoneză
- 19 iunie: Aidan Turner, actor irlandez
- 20 iunie: Deonise Cavaleiro, handbalistă braziliană
- 21 iunie: Edward Snowden (Edward Joseph Snowden), informator american
- 22 iunie: Cosmin Năstăsie (Cosmin Alin Năstăsie), fotbalist român
- 22 iunie: Robert Săceanu (Robert Elian Săceanu), fotbalist român
- 22 iunie: Arsenie Todiraș, muzician din R. Moldova
- 22 iunie: Nuno Viveiros (Nuno Filipe Viveiros), fotbalist portughez
- 23 iunie: Juho Mäkelä, fotbalist finlandez (atacant)
- 25 iunie: Florin Birta, primar al municipiului Oradea
- 25 iunie: Cleo (Joanna Klepko), cântăreață poloneză
- 25 iunie: Marc Janko, fotbalist austriac (atacant)
- 25 iunie: Liubov Șutova, scrimeră rusă
- 25 iunie: Cleo, cântăreață poloneză
- 26 iunie: Marek Čech, fotbalist slovac
- 26 iunie: Felipe Melo (Felipe Melo Vicente de Carvalho), fotbalist brazilian
- 27 iunie: Kuncio Kunciev, fotbalist bulgar
- 29 iunie: Aundrea Fimbres (Aundrea Aurora Fimbres), cântăreață americană (Danity Kane)
- 29 iunie: Oana Nistor (Oana Paula Nistor), cântăreață română (Activ)
- 29 iunie: Rareș Soporan, fotbalist român

### Iulie
- 1 iulie: Marit Larsen, cântăreață norvegiană
- 3 iulie: Dorota Masłowska, scriitoare poloneză
- 4 iulie: Melanie Fiona, cântăreață canadiană
- 5 iulie: Jonás Manuel Gutiérrez, fotbalist argentinian
- 5 iulie: Zheng Jie, jucătoare chineză de tenis
- 6 iulie: D.Woods (Wanita Woodgette), cântăreață americană
- 7 iulie: Jakub Wawrzyniak, fotbalist polonez
- 8 iulie: Branko Grahovac, fotbalist bosniac (portar)
- 10 iulie: Marius Cocioran, atlet român
- 10 iulie: Gabi (Gabriel Fernández Arenas), fotbalist spaniol
- 13 iulie: Sebastian Nerz, politician german
- 13 iulie: Carmen Villalobos, actriță columbiană
- 14 iulie: Igor Andreev, jucător rus de tenis
- 15 iulie: Marcos Maidana (Marcos René Maidana), boxer argentinian
- 15 iulie: Heath Slater (n. Heath Miller), wrestler american
- 15 iulie: Gianina Șerban, politiciană română
- 16 iulie: Adrian Piț (Adrian Florin Piț), fotbalist român
- 17 iulie: Valentin Borș, fotbalist român (portar)
- 18 iulie: Aaron Gillespie, muzician american (The Almost)
- 18 iulie: Parid Xhihani, fotbalist albanez
- 19 iulie: Nicolae Grigore (Nicolae Adrian Grigore), fotbalist român
- 19 iulie: Dejan Martinović, fotbalist bosniac
- 20 iulie: Máximo González, jucător argentinian de tenis
- 21 iulie: Milan Jovanović, fotbalist muntenegrean
- 22 iulie: Arsenie Todiraș, muzician din R. Moldova
- 23 iulie: Szabolcs Nagy, politician român de etnie maghiară
- 24 iulie: Daniele De Rossi, fotbalist italian
- 25 iulie: Irina Sârbu, cântăreață română de jazz și actriță
- 26 iulie: Radu Dărăban, scrimer român
- 27 iulie: Lorik Agim Cana, fotbalist francez
- 27 iulie: Iulia Lumânare, actriță română
- 27 iulie: Goran Pandev, fotbalist macedonean (atacant)
- 27 iulie: Smiley (n. Andrei Tiberiu Maria), cântăreț, compozitor, prezentator, producător și actor român
- 27 iulie: Jaka Štromajer, fotbalist sloven (atacant)
- 28 iulie: Constantin Arbănaș (Constantin Dorian Arbănaș), fotbalist și antrenor român
- 28 iulie: Vladimir Stojković, fotbalist sârb (portar)
- 30 iulie: Vadim Cobîlaș, rugbist din R. Moldova
- 30 iulie: Richard Kruse (Richard Adam Kruse), scrimer britanic
- 30 iulie: Cristian Molinaro, fotbalist italian

### August

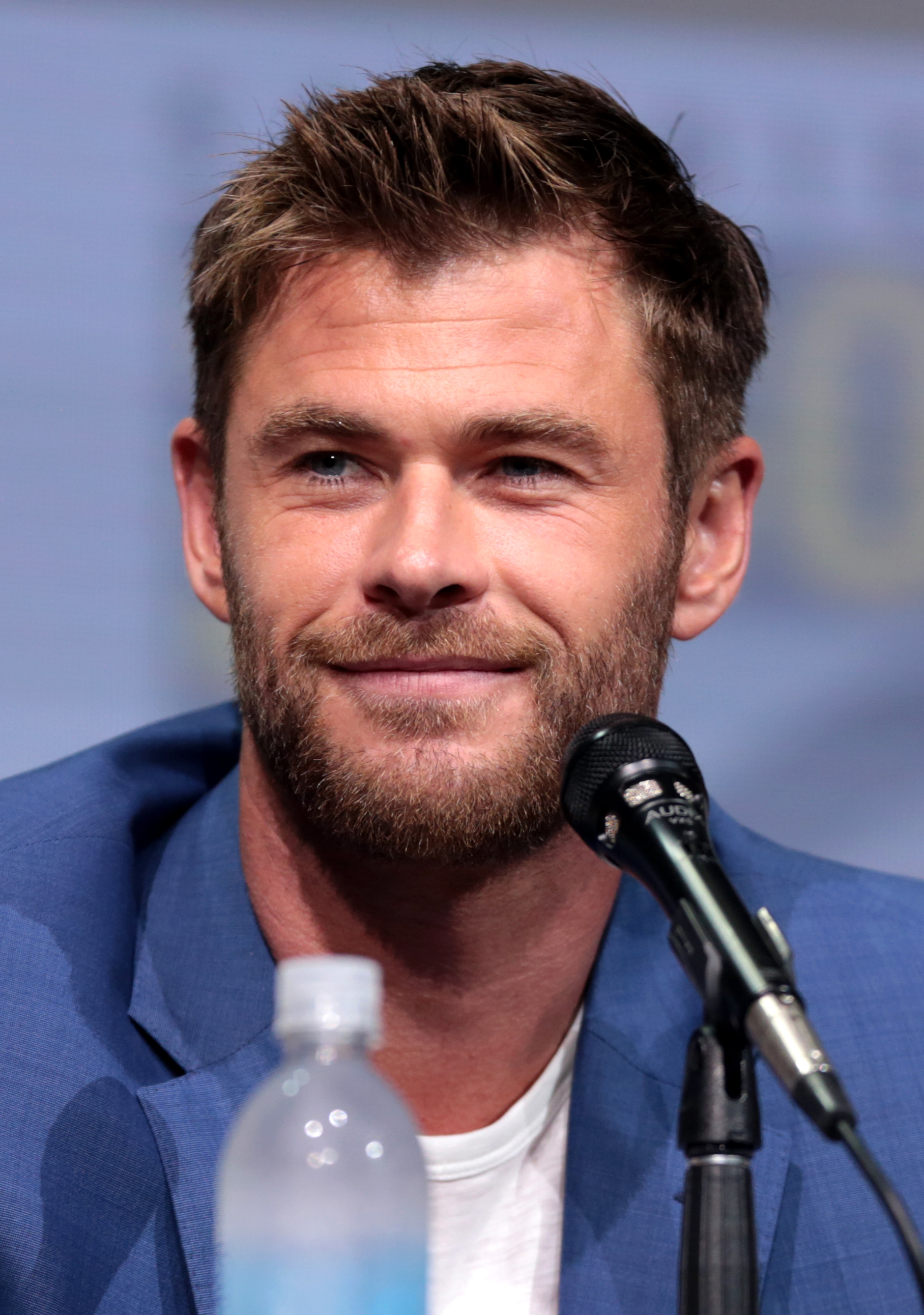
Chris Hemsworth, actor australian de film
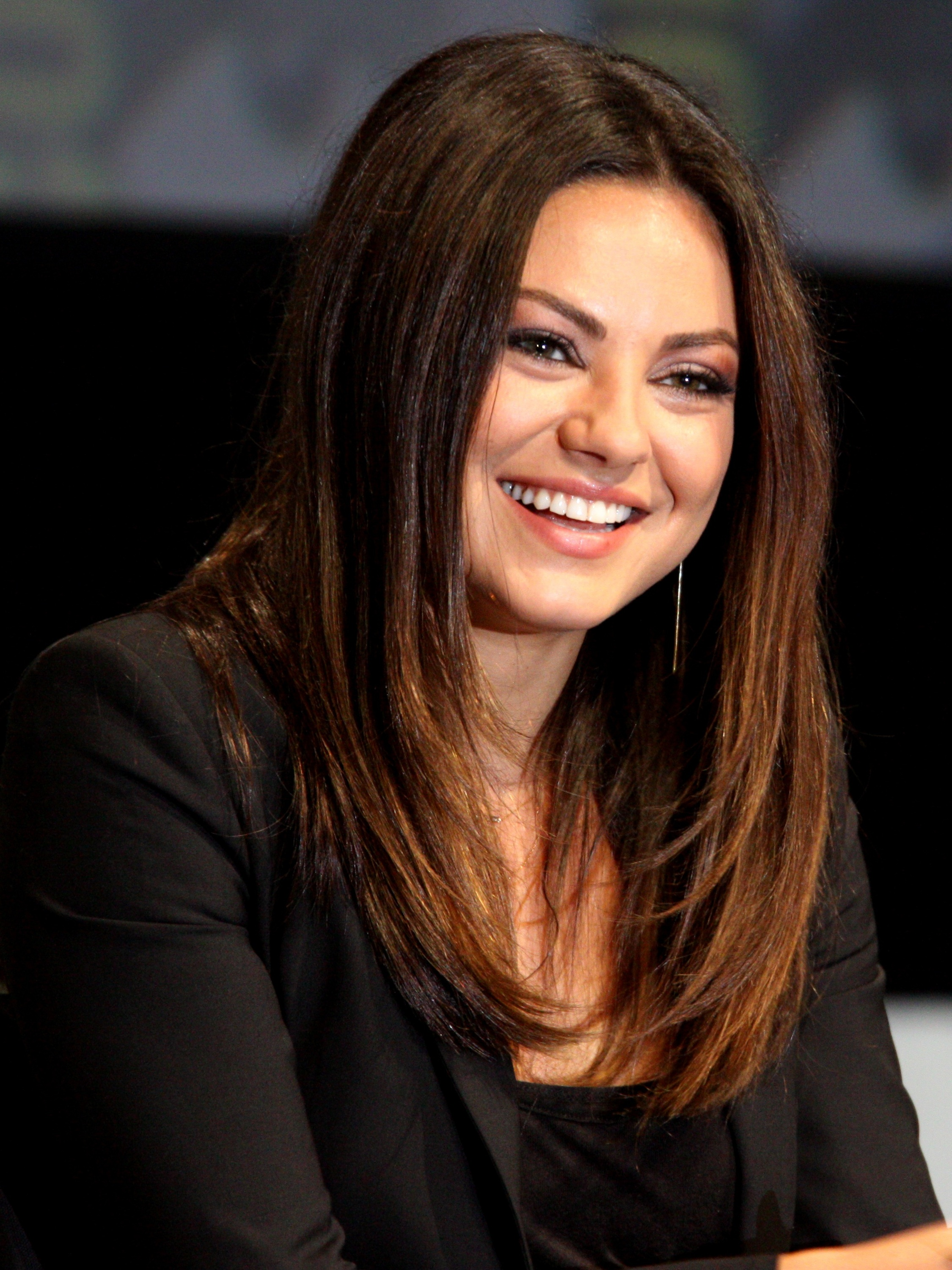
Mila Kunis, actriță americană de origine ucraineană
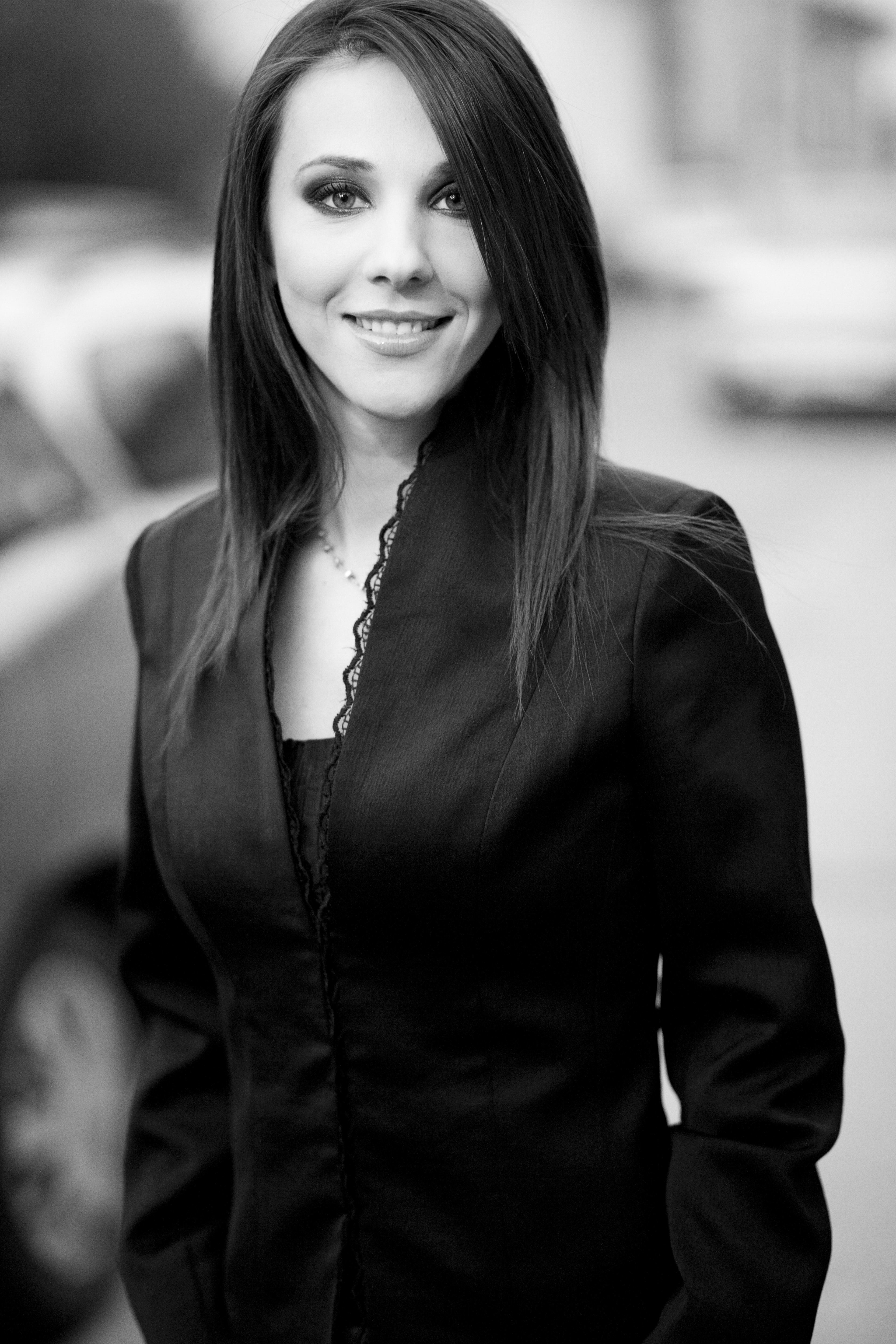
Andreea Răducan, gimnastă română
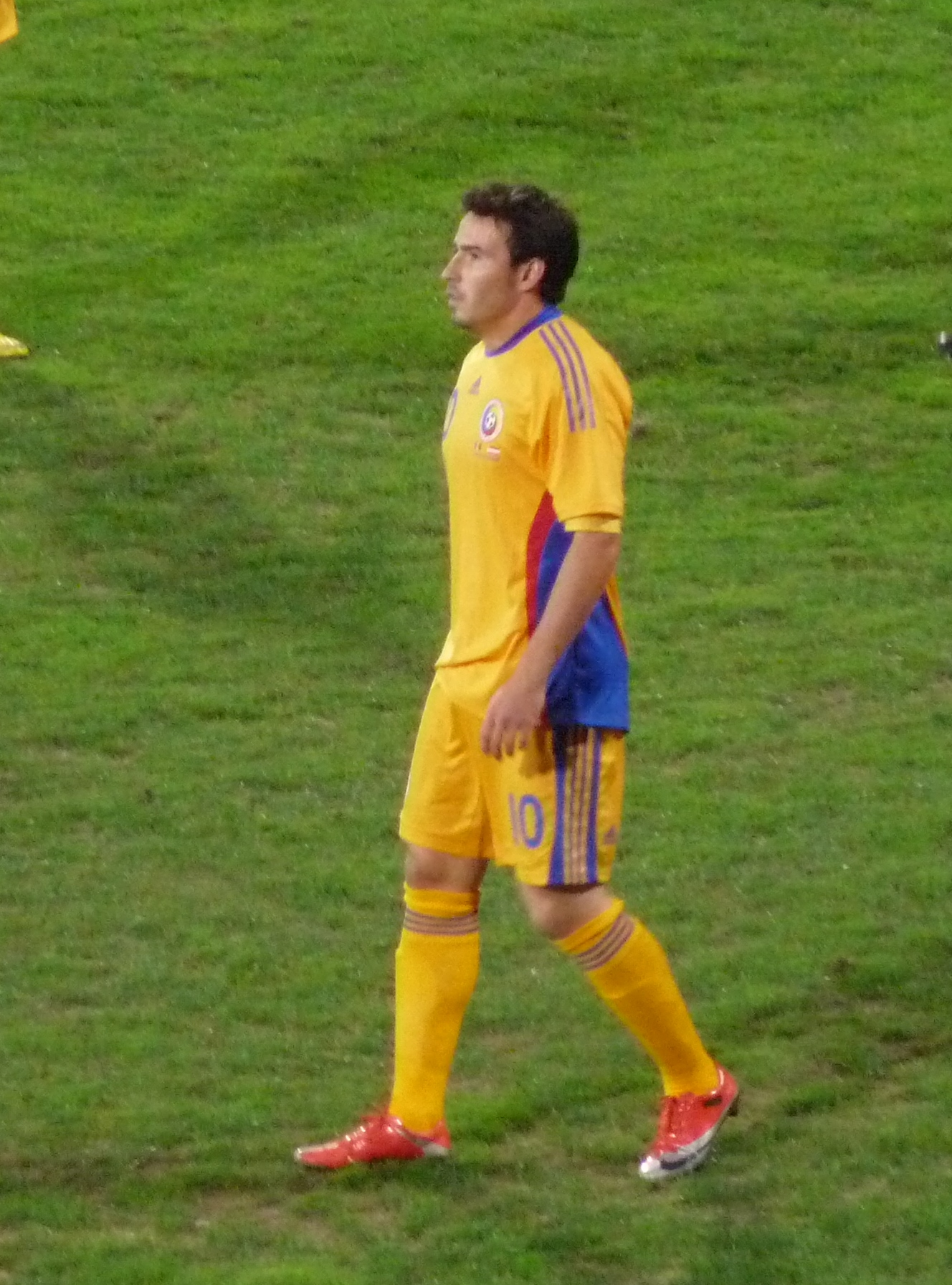
Adrian Cristea, fotbalist român

- 1 august: Michael Baird (Michael William Baird), fotbalist australian (atacant)
- 2 august: Michel Bastos (Michel Fernandes Bastos), fotbalist brazilian (atacant)
- 5 august: Gláuber (Gláuber Leandro Honorato Berti), fotbalist brazilian
- 5 august: Anca Măroiu, scrimeră română
- 5 august: Dumitru Popovici, fotbalist din R. Moldova
- 6 august: Robin van Persie, fotbalist din Țările de Jos (atacant)
- 7 august: Maggie Castle, actriță canadiană
- 7 august: Claudiu Komartin, poet român
- 9 august: Florin Nanu, fotbalist român
- 11 august: Chris Hemsworth (Christopher Hemsworth), actor australian de film
- 12 august: Klaas-Jan Huntelaar, fotbalist din Țările de Jos (atacant)
- 12 august: Zé Kalanga (n. Paulo Batista Nsimba), fotbalist angolez
- 12 august: Meryem Uzerli, actriță turcă de film și fotomodel
- 14 august: Elena Baltacha, jucătoare britanică de tenis, de etnie ucraineană (d. 2014)
- 14 august: Shwan Jalal (Shwan Saman Jalal), fotbalist britanic (portar)
- 14 august: Mila Kunis (Milena Markovna Kunis), actriță americană de film de etnie ucraineană
- 14 august: Heiko Westermann, fotbalist german
- 15 august: Alain Cantareil, fotbalist francez
- 15 august: Katia Pascariu, actriță română
- 16 august: Ilan Laufer, politician român
- 18 august: Mika, cântăreț britanic
- 20 august: Costel Alexe, politician român
- 22 august: Bojan Golubović, fotbalist bosniac (atacant)
- 20 august: Iuri Jirkov, fotbalist rus
- 23 august: Bogdan Straton, fotbalist român
- 25 august: James Rossiter, pilot britanic de Formula 1
- 26 august: Matei-Adrian Dobrovie, politician român
- 27 august: Jamala (Susana Alimivna Jamaladinova), cântăreață ucraineană
- 27 august: Felice Piccolo, fotbalist italian
- 28 august: Christian Pander, fotbalist german
- 29 august: Xabi Prieto (Xabier Prieto Argarate), fotbalist spaniol
- 30 august: Juan Emmanuel Culio, fotbalist argentinian
- 30 august: Succès Masra, economist și om de stat din Ciad, prim-ministru (ianuarie - mai 2024)
- 31 august: Adrian Ursu, cântăreț din Republica Moldova

### Septembrie
- 1 septembrie: José Antonio Reyes (José Antonio Reyes Calderón), fotbalist spaniol (d. 2019)
- 1 septembrie: Antonio Fresco (Miguel Antonio Matos), DJ american, producător muzical și personalitate radio
- 2 septembrie: Kim Jung-hwan, scrimer sud-coreean
- 3 septembrie: Q527839, jucător de tenis olandez
- 4 septembrie: Cristian Fabbiani (Cristian Gastón Fabbiani), fotbalist argentinian (atacant)
- 6 septembrie: Pippa Middleton (Philippa Charlotte Middleton), scriitoare și editorialistă engleză, sora mai mică a Ducesei de Cambridge, Catherine
- 6 septembrie: Vlad Voiculescu, economist român, ministru al Sănătății (în Guvernul Florin Cîțu și în Guvernul Dacian Cioloș)
- 6 septembrie: Vlad Voiculescu, economist român, fost ministru al Sănătății în Guvernul Florin Cîțu și în Guvernul Dacian Cioloș
- 6 septembrie: Pippa Middeletone, socialist englez, scriitor, editorialist, și sora mai mică a lui Catherine, Ducesa de Cambridge
- 7 septembrie: Andre Berto (Andre Michael Berto), boxer american
- 7 septembrie: Alessandro Caparco, fotbalist italian (portar)
- 8 septembrie: Diego Benaglio (Diego Orlando Benaglio), fotbalist elvețian (portar)
- 8 septembrie: Michel Platini (Michel Platini Ferreira Mesquita), fotbalist brazilian (atacant)
- 10 septembrie: Cosmin Băcilă (Cosmin Nicolae Băcilă), fotbalist român
- 10 septembrie: Jérémy Toulalan, fotbalist francez
- 12 septembrie: Marcin Koniusz, scrimer polonez
- 13 septembrie: Eduard Ratnikov, fotbalist estonian
- 14 septembrie: Igor Cuciuc, interpret din R. Moldova
- 14 septembrie: Ciprian Vasilache, fotbalist român
- 14 septembrie: Amy Winehouse (Amy Jade Winehouse), cântăreață britanică (d. 2011)
- 16 septembrie: Kirsty Coventry, înotătoare zimbabwiană
- 18 septembrie: Nicolae Josan, fotbalist din R. Moldova
- 18 septembrie: Yuzo Kurihara, fotbalist japonez
- 24 septembrie: Liam Finn, cântăreț neozeelandez
- 25 septembrie: Daniel Fernandes (Daniel Márcio Fernandes), fotbalist canadian (portar)
- 25 septembrie: Yuhei Tokunaga, fotbalist japonez
- 26 septembrie: Ricardo Quaresma (Ricardo Andrade Quaresma Bernardo), fotbalist portughez
- 30 septembrie: Diana Dumitrescu, actriță română
- 30 septembrie: Andreea Răducan (Andreea Mădălina Răducan), sportivă română (gimnastică artistică)

### Octombrie
- 1 octombrie: Bas Verwijlen, scrimer din Țările de Jos
- 1 octombrie: Mirko Vučinić, fotbalist muntenegrean (atacant)
- 3 octombrie: Daniel Alexandru David, fotbalist român
- 3 octombrie: Fred (Frederico Chaves Guedes), fotbalist brazilian (atacant)
- 3 octombrie: Naoya Kondo, fotbalist japonez
- 5 octombrie: Jesse Eisenberg (Jesse Adam Eisenberg), actor american
- 5 octombrie: Nicky Hilton (Nicky Oliva Hilton), actriță americană
- 5 octombrie: Juan Manuel Vargas (Juan Manuel Vargas Risco), fotbalist peruan
- 6 octombrie: Petre-Florin Manole, activist pentru drepturile omului și politician român
- 7 octombrie: Stelian Burcea, rugbist român
- 10 octombrie: Paul Alexandru Șomodean, fotbalist român
- 11 octombrie: Ruslan Ponomariov, șahist ucrainean
- 12 octombrie: Alex Brosque, fotbalist australian
- 12 octombrie: Zé Kalanga, fotbalist angolez
- 14 octombrie: Renato Civelli, fotbalist argentinian
- 15 octombrie: Andreas Ivanschitz (Andreas Ivanšić), fotbalist austriac
- 15 octombrie: Bruno Senna (Bruno Senna Lalli), pilot brazilian de Formula 1 și GP 2
- 16 octombrie: Cristian Ianu (Cristian Florin Ianu), fotbalist român (atacant)
- 16 octombrie: Loreen (Lorine Zineb Nora Talhaoui), cântăreață suedeză
- 17 octombrie: Daniel Kajmakoski, cântăreț macedonean
- 17 octombrie: Felicity Jones, actriță britanică
- 18 octombrie: Dante (Dante Bonfim Costa Santos), fotbalist brazilian
- 18 octombrie: Dante, fotbalist brazilian
- 19 octombrie: Rebecca Ferguson, actriță suedeză
- 19 octombrie: Jorge Valdívia (Jorge Luis Valdivia Toro), fotbalist chilian
- 20 octombrie: Michel Vorm, fotbalist din Țările de Jos (portar)
- 21 octombrie: András Rédli, scrimer maghiar
- 23 octombrie: Iannis Zicu (Ianis Alin Zicu), fotbalist și antrenor român
- 23 octombrie: Ianis Zicu, fotbalist român
- 25 octombrie: Stanislav Oleksandrovici Boguș, fotbalist ucrainean (portar)
- 26 octombrie: Sebastian Huțan, fotbalist român (portar)
- 28 octombrie: Taras Mihalik, fotbalist ucrainean
- 28 octombrie: Alexandru Pițurcă (Alexandru Victorio Pițurcă), fotbalist român (atacant)
- 29 octombrie: Jérémy Mathieu, fotbalist francez
- 31 octombrie: Boris Galchev, fotbalist bulgar
- 31 octombrie: Aleksei Iakimenko, scrimer rus

### Noiembrie
- 2 noiembrie: Silviu Izvoranu, fotbalist român
- 2 noiembrie: Răzvan Șelariu, sportiv român (gimnastică artistică)
- 4 noiembrie: Viktoriia Tymoshenkova, handbalistă ucraineană
- 6 noiembrie: Ameera al-Taweel, filantropă și prințesă din Arabia Saudită
- 8 noiembrie: Pavel Pogrebniak, fotbalist rus (atacant)
- 9 noiembrie: Andrey Nazário Afonso, fotbalist brazilian (portar)
- 9 noiembrie: Gabriel Tamaș (Gabriel Sebastian Tamaș), fotbalist român
- 11 noiembrie: Ebert William Amâncio, fotbalist brazilian
- 11 noiembrie: Philipp Lahm, fotbalist german
- 13 noiembrie: Kalle Kriit, ciclist estonian
- 15 noiembrie: John Heitinga (John Gijsbert Alan Heitinga), fotbalist din Țările de Jos
- 15 noiembrie: Ada Moldovan, handbalistă română
- 15 noiembrie: Rui Miguel (Rui Miguel Melo Rodrigues), fotbalist portughez
- 15 noiembrie: Fernando Verdasco, jucător spaniol de tenis
- 19 noiembrie: Adam Driver (Adam Douglas Driver), actor american
- 20 noiembrie: Future (Nayvadius DeMun Wilburn), rapper american
- 24 noiembrie: Raul Ciupe (Raul Axente Ciupe), fotbalist român
- 25 noiembrie: Cássio Barbosa (Cássio Vargas Barbosa), fotbalist brazilian (atacant)
- 25 noiembrie: Andrius Pojavis, cântăreț lituanian
- 27 noiembrie: Professor Green (Stephen Paul Manderson), rapper, actor și compozitor britanic
- 27 noiembrie: Miloš Pavlović, fotbalist sârb
- 28 noiembrie: Beka Shekriladze, fotbalist georgian (portar)
- 28 noiembrie: Nelson Haedo Valdez (Nelson Antonio Haedo Valdez), fotbalist paraguayan (atacant)
- 30 noiembrie: Adrian Cristea, fotbalist român

### Decembrie
- 2 decembrie: Dan Cărămidariu (Dan Adrian Cărămidaru), jurnalist român
- 2 decembrie: Ana Lucía Domínguez, actriță columbiană
- 4 decembrie: Alexandru-Răzvan Cuc, politician român
- 6 decembrie: Ben Teekloh, fotbalist liberian
- 9 decembrie: Dariusz Dudka, fotbalist polonez
- 10 decembrie: Patrick Flueger (Patrick John Flueger), actor american
- 10 decembrie: Noé Acosta Rivera, fotbalist spaniol
- 11 decembrie: Gheorghe Ignat, luptător român
- 15 decembrie: Zlatan Ljubijankič, fotbalist sloven (atacant)
- 16 decembrie: Ana-Claudia Țapardel, politician român
- 17 decembrie: Sébastien Ogier, pilot francez de raliuri
- 19 decembrie: Ionuț Costache, fotbalist român
- 20 decembrie: Jonah Hill (Jonah Hill Feldstein), actor american
- 20 decembrie: Olesea Stamate, politiciană din R. Moldova
- 20 decembrie: Ognjen Vukojević, fotbalist croat
- 22 decembrie: Andrew Hankinson (aka Luke Gallows), wrestler american
- 22 decembrie: Drew Hankinson, wrestler american
- 24 decembrie: Rareș Dumitrescu, scrimer român
- 27 decembrie: Marco Zoro (Marco André Zoro Kpolo), fotbalist ivorian
- 28 decembrie: Dominic Fritz, politician germano-român
- 28 decembrie: Greg Hill, actor și compozitor american

## Decese

### Ianuarie
- 12 ianuarie: Rebop Kwaku Baah (Anthony Kwaku Baah), 38 ani, muzician ghanez (n. 1944)
- 12 ianuarie: Lucian Predescu, 75 ani, scriitor și publicist român (n. 1907)
- 13 ianuarie: Mihai Max Eisikovits, 74 ani, compozitor evreu din Transilvania (n. 1908)
- 13 ianuarie: Mihai Max Eisikovits, compozitor evreu din Transilvania (n. 1908)
- 20 ianuarie: Jochen Diestelmann, 60 ani, actor german (n. 1922)
- 20 ianuarie: Garrincha (Manuel Francisco dos Santos), 49 ani, fotbalist brazilian (n. 1933)
- 26 ianuarie: Constantin Trestioreanu, 91 ani, ofițer român (n. 1891)
- 27 ianuarie: Louis de Funès (Louis Germain David de Funès de Galarza), 68 ani, actor francez de teatru și film (n. 1914)
- 30 ianuarie: Emilio Polli, 81 ani, înotător olimpic Italian (n. 1901)
- 31 ianuarie: Aleksander Kurtna (n. Aleksander Kurson), 68 ani, traducător și poliglot estonian (n. 1914)

### Februarie
- 4 februarie: Ernest Klein, 83 ani, rabin și lingvist canadian (n. 1899)

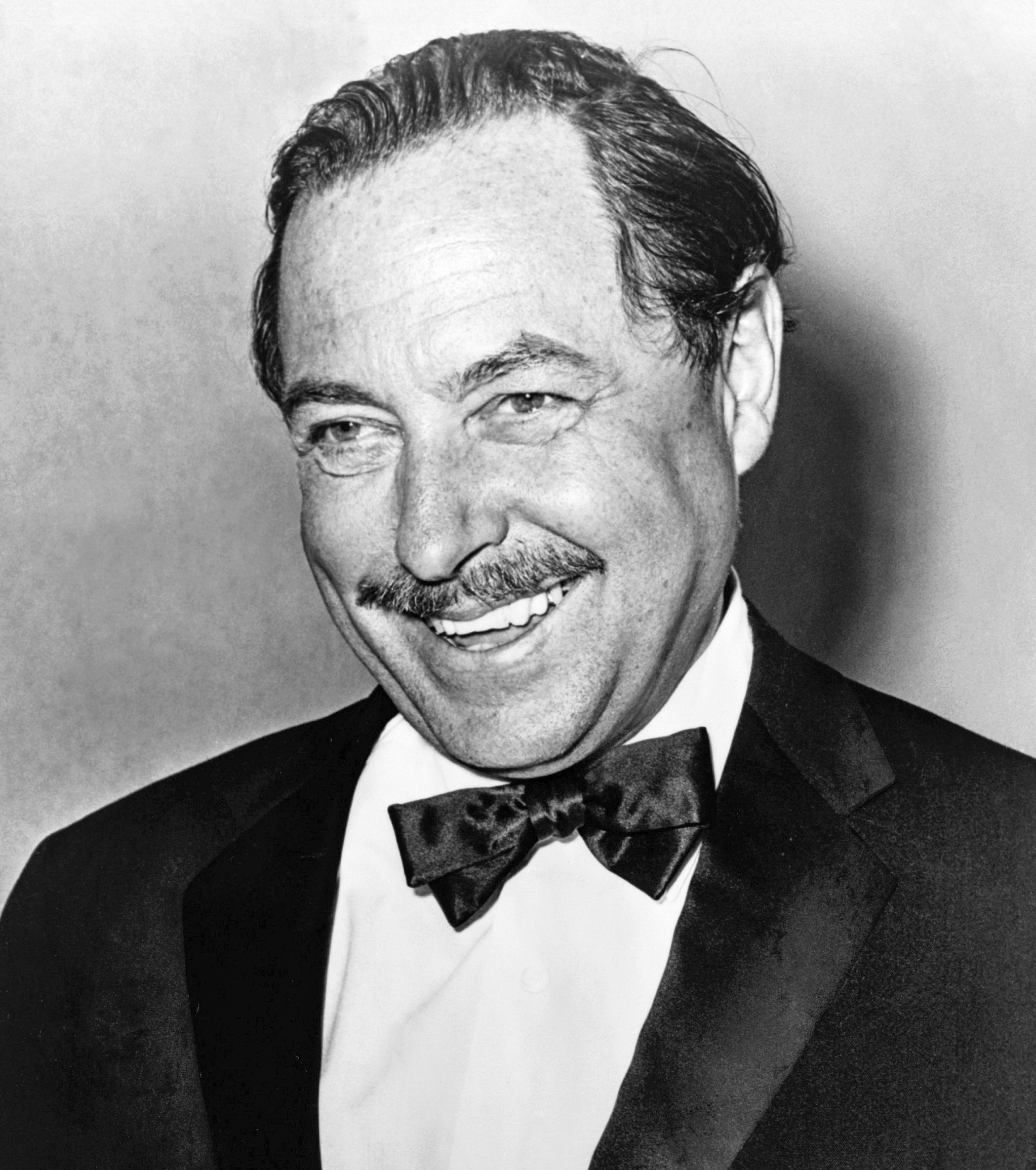
Tennessee Williams, dramaturg, poet și romancier american
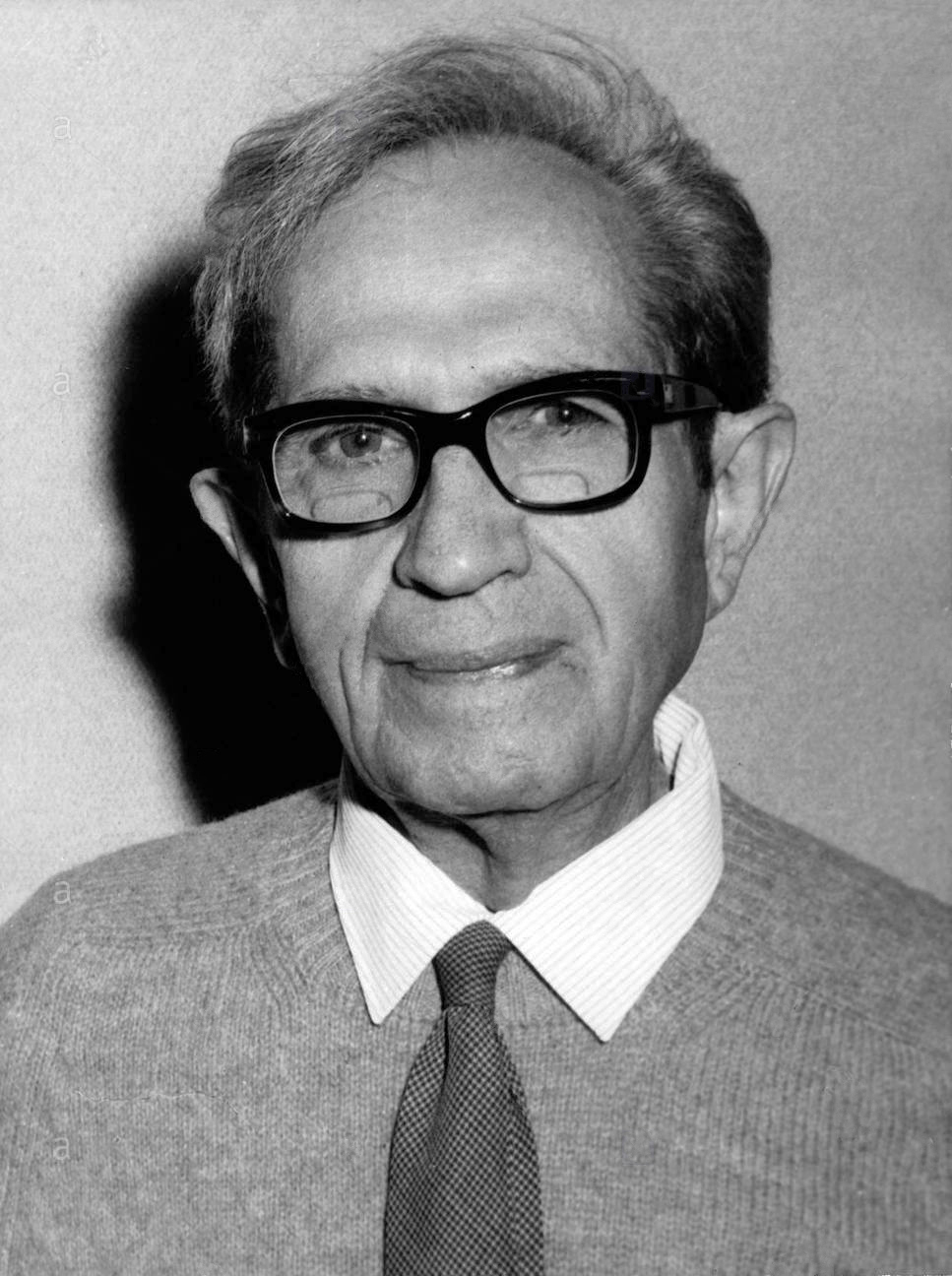
Albert Claude, biolog belgian, laureat al Premiului Nobel
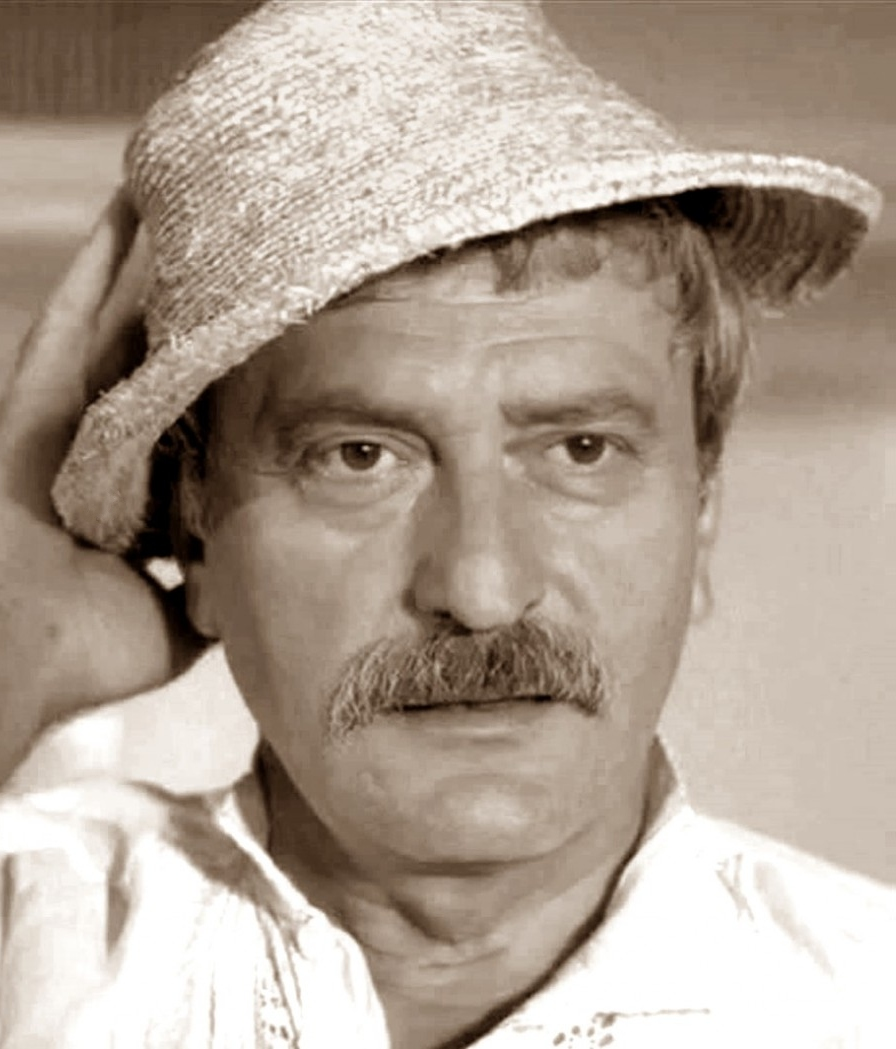
Amza Pellea, actor român de film, teatru, radio, voce și televiziune
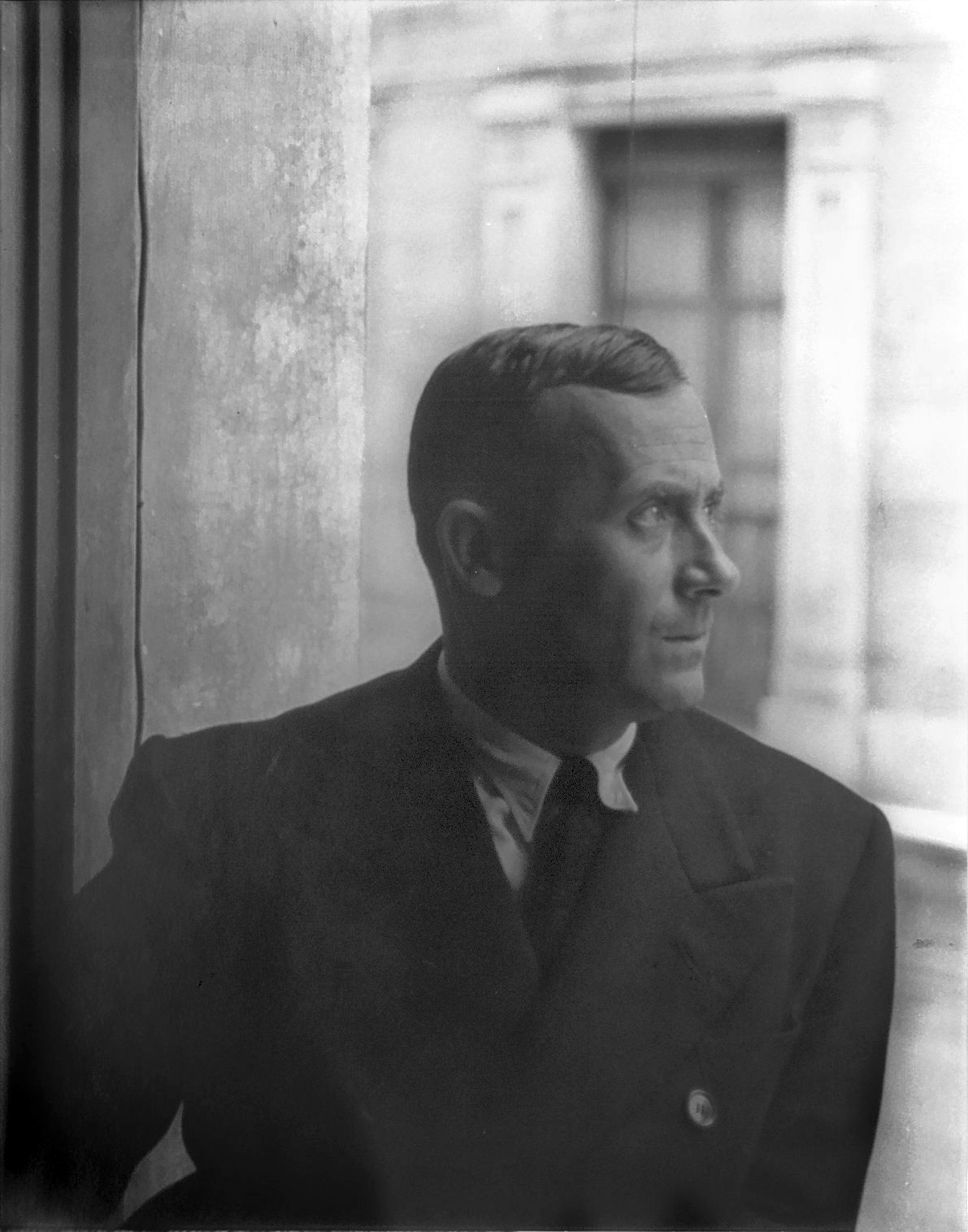
Joan Miró, pictor și sculptor spaniol

- 8 februarie: Grigore Baștan, 61 ani, primul general parașutist român (n. 1923)
- 10 februarie: Emil Grünzweig, 35 ani, profesor de matematică și militant pentru pace israelian de etnie română (n. 1947)
- 10 februarie: Jacques Lassaigne, 71 ani, critic de artă francez (n. 1911)
- 22 februarie: Mieczysław Jastrun, 79 ani, poet polonez (n. 1903)
- 25 februarie: Tennessee Williams (n. Thomas Lanier Williams), 71 ani, dramaturg, poet și romancier american (n. 1911)
- 28 februarie: Magdalena Rădulescu, 80 ani, pictoriță română (n. 1902)

### Martie
- 4 martie: Magdalena Rădulescu, pictoriță română (n. 1902)
- 10 martie: Vilmos Cseke (aka William Cseke), 67 ani, matematician român (n. 1915)
- 14 martie: Maurice Ronet (n. Maurice Julien Marie Robinet), 55 ani, actor francez (n. 1927)
- 15 martie: Coloman Braun-Bogdan, 77 ani, fotbalist român (n. 1905)
- 16 martie: Horia Lovinescu, 66 ani, dramaturg român (n. 1917)
- 22 martie: Tiberiu Bone, 53 ani, fotbalist român (n. 1929)
- 23 martie: Armand Lanoux, 69 ani, scriitor francez (n. 1913)
- 25 martie: Thomas S. Gates Jr., 76 ani, diplomat american (n. 1906)
- 27 martie: Hanna Malewska, 71 ani, scriitoare poloneză (n. 1911)
- 30 martie: Lisette Model, 81 ani, fotografă americană (n. 1901)

### Aprilie
- 4 aprilie: Kārlis Šteins, 71 ani, astronom leton (n. 1911)
- 7 aprilie: Gavin Gordon, 82 ani, actor american (n. 1901)
- 11 aprilie: Dolores del Río (María de los Dolores Asúnsolo y López Negrete), 78 ani, actriță mexicană (n. 1904)
- 12 aprilie: Jørgen Juve, 76 ani, fotbalist norvegian (n. 1906)
- 13 aprilie: Ganjirō Nakamura, 81 ani, actor japonez (n. 1902)
- 13 aprilie: Mercè Rodoreda (Mercè Rodoreda i Gurguí), 74 ani, scriitoare spaniolă de limbă catalană (n. 1908)
- 15 aprilie: Gyula Illyés, 80 ani, poet maghiar (n. 1902)
- 20 aprilie: Mária Mezey, 73 ani, actriță maghiară (n. 1909)
- 23 aprilie: Buster Crabbe (Clarence Linden Crabbe II), 75 ani, actor și atlet american (n. 1908)
- 28 aprilie: Avram Bunaciu, 73 ani, comunist român (n. 1909)
- 29 aprilie: Doru Năstase (Doru Ion Năstase), 50 ani, regizor român (n. 1933)

### Mai
- 2 mai: Pridi Banomyong, 82 ani, om politic thailandez (n. 1900)
- 2 mai: Zoltán Fábián, 57 ani, scriitor maghiar (n. 1926)
- 17 mai: Victor Halperin, 87 ani, regizor de film, american (n. 1895)
- 19 mai: Jean Rey, 80 ani, politician belgian (n. 1902)
- 21 mai: Eric Hoffer, 80 ani, filosof american (n. 1902)
- 21 mai: Gyárfás Kurkó, 73 ani, jurnalist român de etnie maghiară (n. 1909)
- 22 mai: Albert Claude, 84 ani, biolog belgian, laureat al Premiului Nobel (1974), (n. 1899)
- 25 mai: Necip Fazıl Kısakürek (Ahmet Necip Fazıl Kısakürek), 79 ani, scriitor turc (n. 1904)

### Iunie
- 1 iunie: Anna Seghers, 82 ani, scriitoare germană (n. 1900)
- 14 iunie: Marcel Enescu, 83 ani, actor român (n. 1899)
- 17 iunie: Miron Białoszewski, 60 ani, scriitor polonez (n. 1922)
- 24 iunie: Vlad Ioviță, 47 ani, scriitor din R. Moldova (n. 1935)
- 27 iunie: Ambrus Alaksza, 80 ani, jurnalist maghiar (n. 1903)

### Iulie
- 10 iulie: Estrellita Castro (Estrella Castro Navarrete), 75 ani, cântăreață spaniolă (n. 1906)
- 29 iulie: Luis Buñuel (Luis Buñuel Portolés), 83 ani, regizor spaniol (n. 1900)

### August
- 2 august: Rudolf Kotormány, 72 ani, fotbalist român (n. 1911)
- 7 august: Nicolae Brânzeu, 75 ani, compozitor și dirijor român (n. 1907)
- 14 august: Musine Kokalari, 66 ani, scriitoare albaneză (n. 1917)
- 17 august: Sidi Tal (Sorele Leibovna Birkental), 71 ani, cântăreață, actriță de teatru și film sovietică (n. 1912)
- 19 august: Octav Onicescu, 90 ani, matematician român (n. 1892)
- 20 august: Aleksandar Ranković, 73 ani, om politic iugoslav de etnie sârbă (n. 1909)
- 22 august: Nicolae Georgescu, 47 ani, fotbalist român (n. 1936)
- 22 august: Nicolae Georgescu, fotbalist român (1936-1983) (n. 1936)
- 28 august: José Bergamín, 87 ani, scriitor spaniol (n. 1895)

### Septembrie
- 2 septembrie: Feri Cansel, 39 ani, actriță turcă de etnie cipriotă (n. 1944)
- 3 septembrie: Piero Sraffa, 85 ani, economist italian (n. 1898)
- 9 septembrie: Luis Monti (Luis Felipe Monti), 82 ani, fotbalist argentinian (n. 1901)
- 10 septembrie: Felix Bloch, 77 ani, fizician elvețian laureat al Premiului Nobel (1952), (n. 1905)
- 10 septembrie: Victor Ciocâltea, 51 ani, șahist român (n. 1932)
- 12 septembrie: Roman Sikorski, 63 ani, matematician polonez (n. 1920)
- 16 septembrie: Fory Etterle (n. Cristofor Etterle), 75 ani, actor român de etnie elvețiană (n. 1908)
- 16 septembrie: Horia Lovinescu, 66 ani, scriitor român (n. 1917)
- 25 septembrie: Regele Leopold al III-lea al Belgiei (n. Leopold Philip Charles Albert Meinrad Hubertus Maria Michael), 81 ani (n. 1901)

### Octombrie
- 7 octombrie: Georges Abell (George Ogden Abell), 56 ani, astronom american (n. 1927)
- 7 octombrie: Georges Abell, astronom american (n. 1927)
- 17 octombrie: Romulus Guga, 44 ani, scriitor român (n. 1939)
- 17 octombrie: Mircea Sasu, 44 ani, fotbalist român (n. 1939)
- 25 octombrie: Darie Magheru, 60 ani, actor român (n. 1923)
- 26 octombrie: Alfred Tarski, 82 ani, logician polonez-american, filozof al limbajului și matematician (n. 1901)
- 26 octombrie: Nicolae Terchilă, 85 ani, scriitor român (n. 1898)
- 29 octombrie: Sten Broman, 81 ani, compozitor suedez (n. 1902)

### Noiembrie
- 7 noiembrie: Ion Jalea, 96 ani, sculptor român, membru titular al Academiei Române (n. 1887)
- 9 noiembrie: André Chamson (André Jules Louis Chamson), 83 ani, scriitor francez (n. 1900)
- 11 noiembrie: Valter Roman (n. Ernő Neuländer), 70 ani, comunist român (n. 1913)
- 15 noiembrie: Marc Bernard (Léonard Marc Bernard), 83 ani, scriitor francez (n. 1900)
- 16 noiembrie: Q3726574, poet italian (n. 1898)
- 18 noiembrie: Dumitru Bâșcu (aka Dimitrie Bîșcu), 81 ani, pictor român (n. 1902)
- 20 noiembrie: Kristmann Guðmundsson, 82 ani, scriitor islandez (n. 1901)
- 23 noiembrie: Mikola Bajan, 79 ani, scriitor ucrainean (n. 1904)
- 25 noiembrie: Vladimir Gelfand, 60 ani, scriitor rus (n. 1923)
- 26 noiembrie: Toma Petre Ghițulescu, 81 ani, inginer român (n. 1902)
- 27 noiembrie: Manuel Scorza, 55 ani, scriitor peruan (n. 1928)
- 30 noiembrie: Richard Llewellyn (Richard Dafydd Vivian Llewellyn Lloyd), 76 ani, romancier britanic (n. 1906)

### Decembrie
- 2 decembrie: Pavel Vejinov, 69 ani, scriitor bulgar (n. 1914)
- 5 decembrie: Alexandru Oprea, 52 ani, scriitor, critic și istoric literar român (n. 1931)
- 12 decembrie: Amza Pellea, 52 ani, actor român de film, radio, teatru, televiziune și voce (n. 1931)
- 13 decembrie: Nichita Stănescu (Nichita Hristea Stănescu), 50 ani, poet și eseist român (n. 1933)
- 19 decembrie: Samson Fainsilber, 79 ani, actor francez de etnie română (n. 1904)
- 24 decembrie: Vasile Filip, 83 ani, compozitor român (n. 1900)
- 25 decembrie: Joan Miró, 90 ani, pictor și sculptor spaniol (n. 1893)

## Premii Nobel
- Fizică: Subrahmanyan Chandrasekhar (India), William Alfred Fowler (SUA)
- Chimie: Henry Taube (SUA)
- Medicină: Barbara McClintock (SUA)
- Literatură: William Golding (Regatul Unit)
- Pace: Lech Walesa (RP Polonă)